# لینا یگروس
لینا یگروس (اسپانیایی: Lina Yegros‎؛ ۶ دسامبر ۱۹۱۴ – ۱۹ مه ۱۹۷۸) بازیگر اهل اسپانیا بود.
از فیلم‌ها یا برنامه‌های تلویزیونی که وی در آن نقش داشته‌است می‌توان به شوهر اجاره‌ای و سرگیجه اشاره کرد.